# José Corriale
José "Pepe" Corriale (Argentina, 4 de septiembre de 1915; 7 de noviembre de 1997) fue un músico y sindicalista argentino, ejecutante de batería y percusión. Interpretó principalmente música de tango. Integró las orquestas de Francisco Canaro, Osvaldo Fresedo, Julio De Caro, Carlos García, José Libertella, Armando Pontier. Lucio Demare, Mariano Mores y Astor Piazzolla. Con este ejecutó la batería en 1968, para la operita María de Buenos Aires. Integró también ocasionalmente la Orquesta Sinfónica Nacional y el Teatro Ópera lo contrató en reiteradas oportunidades para acompañar a figuras internacionales como Paul Anka, Caterina Valente, Cab Calloway y Sammy Davis. Integró la banda de Naty Mistral. 
Formó el Quinteto Pepeco, que se caracterizó por aportar al tango timbre inéditos realizados con la percusión. Compuso el tango “Julián Centeya”. Autor del libro La batería en el tango.
Fue el primer presidente del Sindicato Argentino de Músicos.